# Stonogobiops medon
Stonogobiops medon är en fiskart som beskrevs av Douglass Fielding Hoese och Randall 1982. Stonogobiops medon ingår i släktet Stonogobiops och familjen smörbultsfiskar. Inga underarter finns listade i Catalogue of Life.